# Síndrome MonoMAC
El síndrome MonoMAC es un síndrome autosómico dominante poco común asociado con: monocitopenia , linfopenia de células B y NK ; infecciones oportunistas por micobacterias, virus, hongos y bacterias ; y cánceres inducidos por infección por virus . El trastorno a menudo progresa al desarrollo de mielodisplasia , leucemias mieloides y otros tipos de cáncer. MonoMAC es un trastorno precanceroso y potencialmente mortal .
La inactivación de mutaciones en uno de los dos genes parentales GATA2 es responsable de las diversas presentaciones de un trastorno genético que agrupa estas presentaciones en una sola enfermedad denominada deficiencia de GATA2 . Se sabe o se presume que estas mutaciones autosómicas dominantes causan una reducción, es decir, una haploinsuficiencia , en los niveles celulares del producto del gen, GATA2 . El GATA2 proteína es un factor de transcripción crítico para el desarrollo embrionario , el mantenimiento, y la funcionalidad de la formación de sangre y otras células madre formadoras de tejidos . Como consecuencia de estas mutaciones, los niveles celulares de GATA2 son deficientes y los individuos desarrollan con el tiempo trastornos hematológicos, inmunológicos, linfáticos y / o de otro tipo que pueden comenzar como anormalidades aparentemente benignas pero que comúnmente progresan a insuficiencia orgánica grave (p. Ej., Pulmón), mayor susceptibilidad a infecciones oportunistas , cánceres inducidos por infecciones por virus, síndrome mielodisplásico y / o varios tipos de leucemia. MonoMAC es una presentación de la deficiencia de GATA2 que involucra principalmente signos y síntomas de inmunodeficiencia que causan una susceptibilidad extremadamente alta a infecciones y tumores benignos y malignos inducidos por infecciones. Sin embargo, además de esto, los individuos afectados por MonoMAC a menudo muestran uno o más signos y síntomas de otras presentaciones de GATA2 .
MonoMAC fue descrito por primera vez por Vihn et al. En 2010 como una enfermedad familiar autosómica dominante .  Un año después, Dickinson y sus colegas descubrieron que el trastorno MonoMAC en cuatro personas estaba asociado con cualquiera de las cuatro mutaciones diferentes en el gen GATA2 . Estudios posteriores identificaron muchas otras mutaciones del gen GATA2 que están asociadas con el desarrollo de MonoMAC, mostraron que estas mutaciones inactivaban o se consideraba probable que inactivaran uno de los dos genes GATA2 parentales , y encontraron que esencialmente todos los individuos con MonoMAC tenían uno de los mutaciones conocidas o consideradas para inactivar GATA2 .